# Kobiela (województwo warmińsko-mazurskie)
Kobiela (niem. Kobeln) – wieś w Polsce położona w województwie warmińsko-mazurskim, w powiecie lidzbarskim, w gminie Kiwity.
W latach 1975–1998 miejscowość administracyjnie należała do województwa olsztyńskiego. Wieś znajduje się w historycznym regionie Warmia.